# Michael Thielen

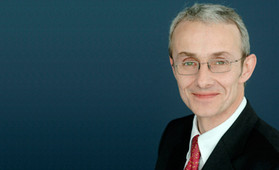
Michael Thielen

Michael Thielen (* 14. April 1959 in Prüm/Eifel) ist Mitglied der CDU. Er war von 2006 bis 2008 Staatssekretär des Bundesministeriums für Bildung und Forschung und von 2008 bis 2025 Generalsekretär der Konrad-Adenauer-Stiftung.

## Leben
Thielen studierte von 1983 bis 1990 Politikwissenschaft, Neuere Geschichte und Philosophie. Ab 1987 war er Mitarbeiter im Büro des Bundestagsabgeordneten Jürgen Rüttgers (CDU). Nach seinem Studium arbeitete er bis 1995 als Referent für die CDU/CSU-Bundestagsfraktion. Nachdem Rüttgers 1994 von Bundeskanzler Helmut Kohl zum Bundesminister für Bildung, Wissenschaft, Forschung und Technologie berufen worden war, übernahm Thielen ab 1995 die Leitung des Ministerbüros sowie den Leitungsstab des Bundesbildungsministeriums. Nach dem Antritt der Rot-Grünen-Bundesregierung 1998 wurde Thielen Leiter der Unterabteilung Europäische Bildungs- und Forschungszusammenarbeit im Bundesbildungsministerium, wechselte jedoch 1999 in die Leitung der CDU-Bundesgeschäftsstelle. Von der Großen Koalition aus CDU/CSU und SPD (2005 bis 2009) wurde Thielen 2006 zum Staatssekretär im Bundesbildungsministerium berufen. Der frühere Ministerpräsident und amtierende Ehrenvorsitzende der Konrad-Adenauer-Stiftung Bernhard Vogel schlug 2008 Thielen zum Generalsekretär der Stiftung vor. Er trat am 15. November 2008 die Nachfolge von Wilhelm Staudacher an. Ende Juni 2025 trat er in den Ruhestand ein. Ihm folgte Mark Speich nach.
Michael Thielens Frau Cornelia Quennet-Thielen (CDU) war von November 2008 bis Juli 2018 als Nachfolgerin ihres Mannes Staatssekretärin im Bundesbildungsministerium. Sie war vorher Abteilungsleiterin und stellvertretende Chefin des Bundespräsidialamts.